# Donetsbäckenet
Donetsbäckenet, Donbas (ukrainska: Donetskyj basejn) eller Donbass (uttal: [dɐn'bas]; ryska: Donetskij ugolnyj bassejn, 'Donets-kolfältet') är ett stort stenkols- och industriområde i östra Ukraina (med angränsande delar av Ryska federationen). Donetsbäckenets fyndigheter sträcker sig även in i Rostov-området i sydvästra Ryssland. Området täcker en yta av 23 000 km², med utlöpare i väster (bort mot nedre Dnepr) 60 000 km². Större delen av området innefattas av de ukrainska oblasten Donetsk och Luhansk.
Donetsbäckenet har en övervägande rysktalande befolkning. Sedan 2014 har den ukrainska delen av området varit föremål för ett proryskt utbrytningsförsök (stött av Ryska federationen) ur Ukraina, lett av två "folkrepubliker" tidigare förenade i konfederationen Federala staten Nya Ryssland.
Regionen har fått namn efter Donets, en högerbiflod till Don som rinner genom den norra delen av området.

## Namn
Namnet Donbass är en förkortning av det ryska Donetskij bassejn (Донецкий бассейн) och det ukrainska Donetskyj basejn (Донецький басейн), "Donetsbäckenet".

## Historia och politik före 2014

### Bakgrund
Donetsbäckenet har fått sitt namn på grund av de rika förekomsterna av kol på södra sidan av floden Donets. Kolfyndigheterna upptäcktes 1721, men brytning av kolen inleddes först under 1800-talet. Efter att järnvägen drogs till området 1869 kom Donetsbäckenet att utvecklas till centrum i Ryssland för utvinning av högkvalitativt stenkol. På 1970-talet nådde utvinningen av stenkol sin topp.

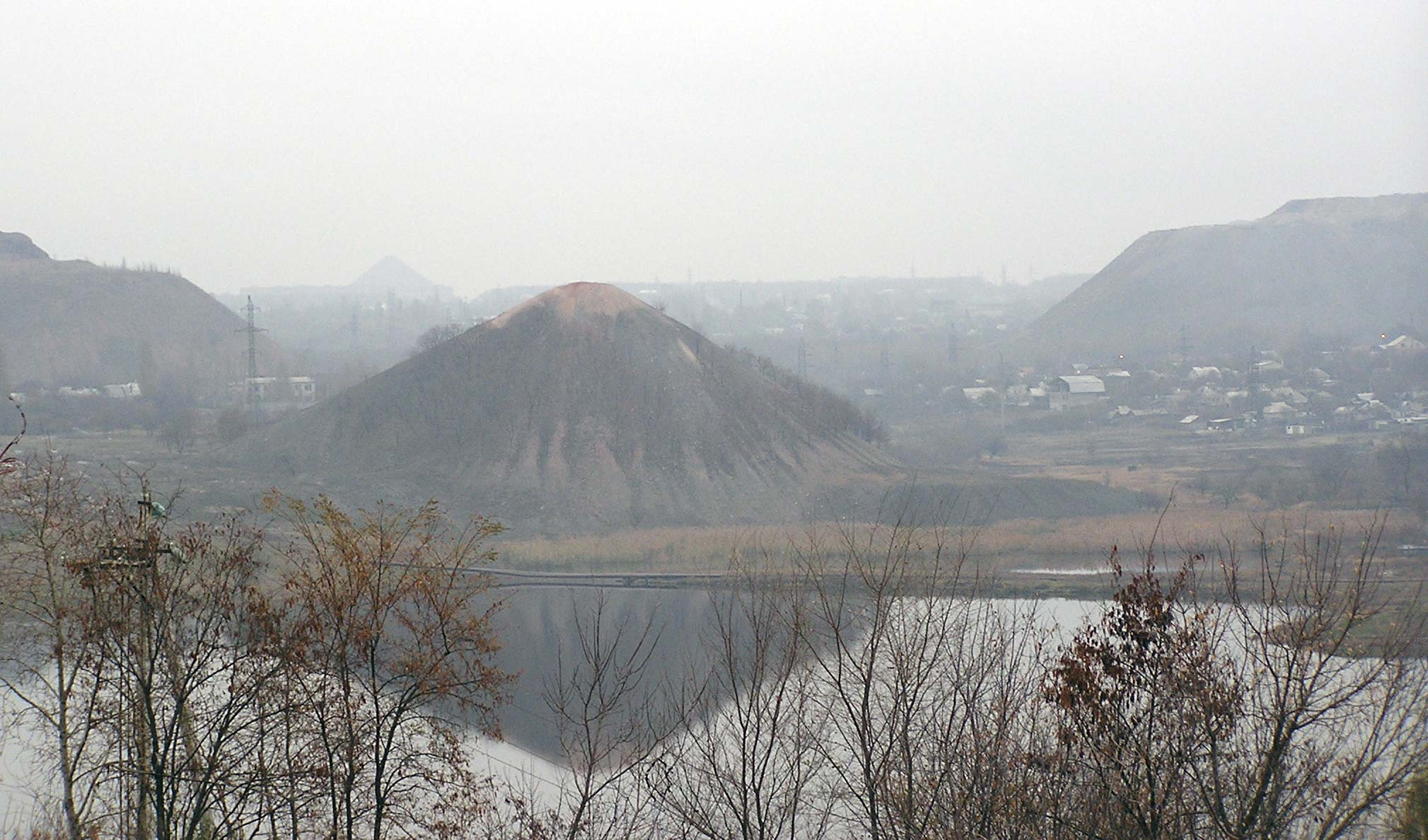
Stora områden i de centrala delarna av Donbass domineras av stenkolsutvinningen.

Parallellt byggdes det från 1870-talet upp en stor metallurgisk industri i Donetsbäckenet. Det är ett tungt industrialiserat område som står för en stor del av Ukrainas BNP. Den kol- och stålindustribaserade regionen har de senaste decennierna dock fått uppleva omställningsproblem med en ökad arbetslöshet.
De boende i den kraftigt urbaniserade regionen är ofta relativt nyinflyttade, sedan Sovjettidens industrialisering av området. Där finns också minnen av tidigare lokala statsbildningar, som Sovjetrepubliken Donetsk. Denna utropades 1918 som egen nation, innan den någon månad senare erövrades av Lenins trupper. Huvudgatan i Donetsk är än idag uppkallad efter Artiom, ledaren för den gamla utbrytarstaten.

### Historik från 2014

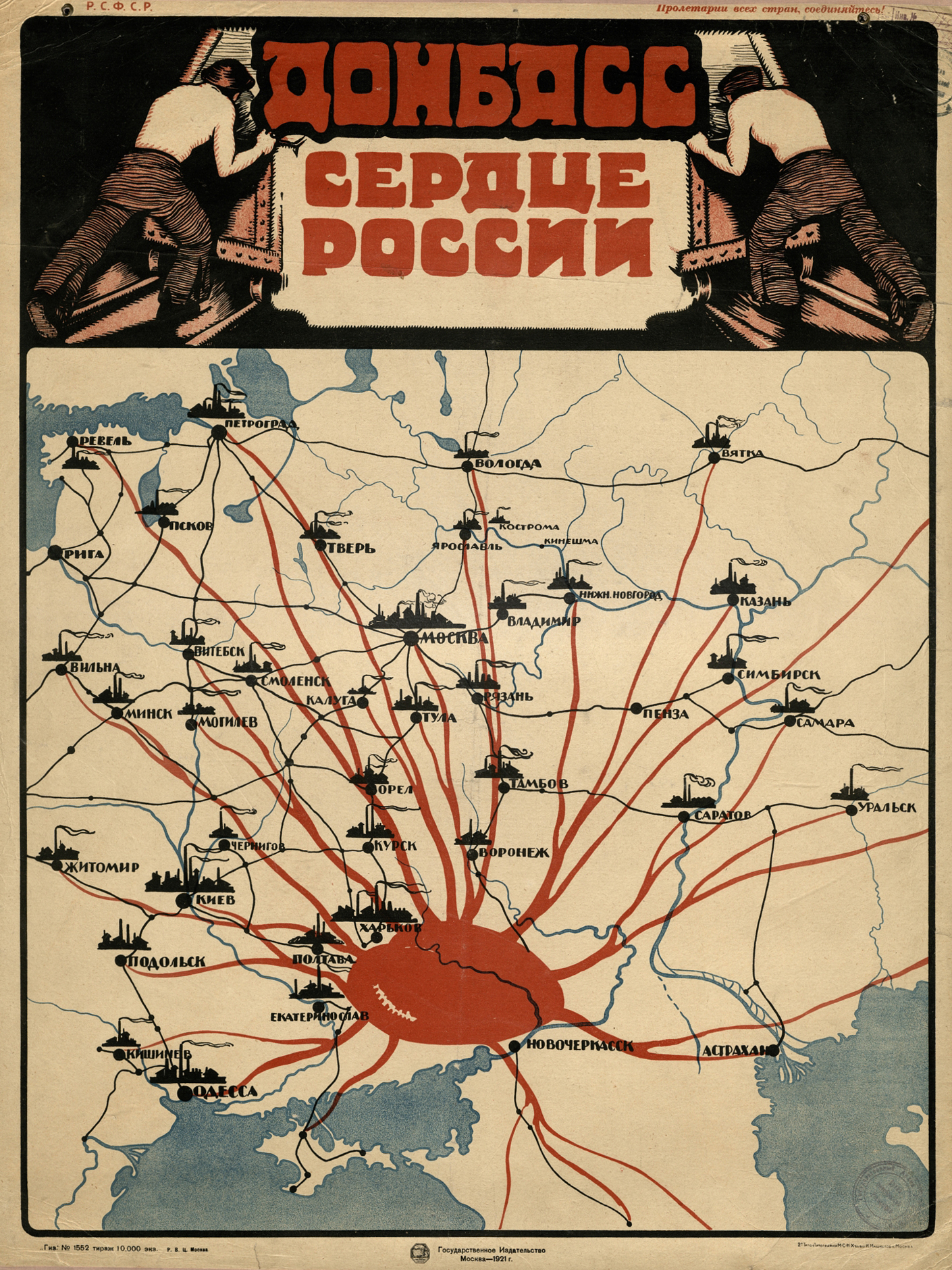
Donetsbäckenet har även haft stor betydelse för Rysslands ekonomi. Denna sovjetiska propagandaaffisch från 1921 (under det ryska inbördeskriget) säger "Donbass är Rysslands hjärta".

### Bakgrund och 2014
Donetsbäckenet har en övervägande rysktalande befolkning, till skillnad från större delen av övriga Ukraina. Frågan om nationalitet har under våren 2014 bidragit till radikalisering och djupare splittring mellan folk som identifierar sig som ukrainare och dem som inte gör det. Det handlar i viss mån om klasskillnader. Akademiker, tidningsfolk och studenter är ofta för ett enat centralstyrt Ukraina, medan federalisterna och separatisterna och deras anhängare i de flesta fall är arbetarklass. De välutbildade prioriterar yttrandefrihet och pluralism, vilket de tror kommer att värnas bättre i ett mer "västeuropeiskt" Ukraina än i Vladimir Putins Ryssland. Arbetarklassen är å sin sida rädd att förlora sina arbeten när Ukraina moderniseras och gamla Sovjetfabriker slår igen. De hoppas att Ryssland kan rädda industrin, höja lönerna och pensionerna (vilka är högre på den ryska sidan gränsen).
En ukrainsk opinionsundersökning i slutet av mars 2014 visade att det då var en minoritet i Donbass som vill rita om kartan. 66 procent av de tillfrågade ville då tillhöra Ukraina och 27 procent Ryssland. 70 procent av de tillfrågade var emot att man hissade ryska flaggor på offentliga byggnader.
En stor del av befolkningen i Donbass får nyheter förmedlad av ryska TV-kanaler och webbplatser som våren 2014 skildrade det proeuropeiska upproret i Kiev som något som styrts av extrema högerkrafter (med ekonomiskt stöd från USA och EU). Man minns den nationalistiska ukrainska gerillan UPA som ända fram till slutet av 1940-talet slogs med både tyskar, polacker och Röda armén. Fast i Donbass ser man UPA bara som en organisation som samarbetade med nazisterna och talar om dem som "banderovtsy", efter Stepan Bandera (ledare för gerillans politiska gren).
Fotbollsmatcher lockade dock under våren 2014 mer folk än politiska demonstrationer. Även många rysktalande Sjachtar Donetsk-supportrar är ukrainska nationalister; i maj deltog Sjachtar- och FK Metalist Charkiv-fans i gatukravallerna i Odessa på den "ukrainska" sidan. En regeringsanhängare dödades under sammandrabbningar mellan regeringsmotståndare, som demonstrerade för utökad regional autonomi och nationalistiska demonstranter som demonstrerade för ett enat Ukraina. 42 regeringsmotståndare dog när demonstranter stacks i brand i fackföreningsbyggnaden Odessa Även militanta anhängare till Tjornomorets Odessa och Metalist Charkiv deltog i oroligheterna. Grupperna drabbade samman och kastade stenar, rökgranater och Molotovcocktails på varandra. Ytterligare tre människor dödades.

### Utvecklingen efter 2014
Våren 2014 ockuperades stora delar av den ukrainska delen av Donetskbäckenet av ryskvänliga grupper, som motsatte sig den politiska utvecklingen i Ukraina. Det väpnade upproret upprätthölls via vägspärrar, tunga vapen beslagtagna från Ukrainas försvarsmakt samt (enligt många källor) vapen och stridande från Ryssland. Under sommaren återtog Ukraina kontrollen över den norra, nordvästra, och västra delen av området, men samtidigt förlorade landet helt och hållet inflytande över de centrala och (syd)östra delarna av regionen. Under året utropades de båda utbrytarrepublikena Folkrepubliken Donetsk och Folkrepubliken Lugansk (löst samordnade via Federala staten Nya Ryssland), vilka tagit över den militära makten och förhindrat genomförandet av Ukrainas allmänna val.
| Vänster: Stora delar av östra Ukraina har en betydande andel etniska ryssar (rött, år 1994). Höger: De ungefärliga gränslinjerna mellan Ukrainas och utbrytarrepublikernas territorier tidigt 2015, i samband med fredsförhandlingar i Minsk. |  | Vänster: Stora delar av östra Ukraina har en betydande andel etniska ryssar (rött, år 1994). Höger: De ungefärliga gränslinjerna mellan Ukrainas och utbrytarrepublikernas territorier tidigt 2015, i samband med fredsförhandlingar i Minsk. |
| Vänster: Stora delar av östra Ukraina har en betydande andel etniska ryssar (rött, år 1994). Höger: De ungefärliga gränslinjerna mellan Ukrainas och utbrytarrepublikernas territorier tidigt 2015, i samband med fredsförhandlingar i Minsk. |  | |

Trots ockupationen har vissa ukrainska företag fortsatt att verka i regionen fram till början av 2017, betalat ukrainska skatter och verkat som arbetsgivare. Då bröts relationerna mellan de ockuperade områdena och övriga Ukraina mer definitivt genom att ukrainska företags egendomar togs i beslag. En oauktoriserad ekonomisk och handelsblockad avbröt bränsleleveranser till och från de ockuperade områdena, liksom sedeltransporter till områdets bankomater. Efter att Ukrainas myndigheter i mars tillfälligt brutit blockaden, hotade Ukrainas president Porosjenko att införa en officiell blockad (som svar på beslagtagandet av områdets ukrainska företag). Den oauktoriserade blockaden vintern 2017 ledde till en märkbar energibrist i stora delar av Ukraina (vars koleldade kraftverk är/varit beroende av stenkol från Donetsbäckenet).
Konflikten har 2017 i princip lett fram till en frusen konflikt, med den centrala och sydöstra halvan av regionen i separatistiska händer och en mer eller mindre fast gränslinje mellan de båda sidorna. Något mer permanent avbrott av stridigheterna har dock inte skapats, och politiskt befinner sig Ukrainas ledning (som av "folkrepublikernas" styrande betraktas som en olaglig junta) och de ryskvänliga separatisterna (som från Kiev ses som terrorister) långt från varandra.
Andra tecken på att Federala staten Nya Rysslands territorium är under ökat inflytande från grannlandet Ryssland är ryska bankers accepterande av pass utfärdade av "folkrepublikerna", liksom ett flitigt med icke-auktoriserat resande samt transporter av förnödenheter och vapen över gränsen från Ryssland.
Redan 2016 var i praktiken Rysslands rubel mer accepterad som betalningsmedel i utbrytarrepublikerna, och de lokala livsmedelsbutikerna innehöll i första hand importvaror från Ryssland. I skolorna användes läroböcker levererade från Ryssland, i likhet med både TV och Internet. Under den rådande krigssituationen sågs till och med användandet av ukrainska med misstänksamhet.
Situationen i den separatistockuperade delen av Donetsbäckenet jämförs med den i Abchasien, Sydossetien och Transnistrien, tre andra områden som utropat sin självständighet från andra före detta sovjetrepubliker och stödjer sitt oberoende med hjälp av rysk militär.

## Källhänvisningar
1. 1 2 3 4  "Donbass". NE.se. Läst 12 augusti 2014.
2. ↑  "Putin wants ‘statehood’ for Novorossiya". Euractiv.com, 2014-09-01. Läst 7 oktober 2014. (engelska)
3. 1 2 3 4 5 6  Nevéus, Ingmar (2014-05-03): "Arbetarna i döende städer hoppas på en rysk vår". DN.se. Läst 27 juli 2014.
4. ↑  Kohut (2013), s. 136.
5. ↑  http://svenska.yle.fi/artikel/2014/05/02/sammandrabbningar-i-odessa-1-dod Sammandrabbningar i Odessa 1 död - svenska.yle.fi
6. ↑  Minst 31 döda när hus stacks i brand i Odessa - DN.SE
7. ↑  37 döda i Odessabrand - SVT.se
8. 1 2  Buridge, Tom (2016-04-15): "Ukraine conflict: Daily reality of east's 'frozen war'". bbc.com. Läst 25 februari 2017. (engelska)
9. ↑  Gytsenko, Oksana (2017-03-14): "Police, SBU break up a railway blockade in Donetsk Oblast (VIDEO)". kyivpost.com. Läst 16 mars 2017. (engelska)
10. ↑  Olearchyk Roman (2017-03-15): "Ukraine’s Poroshenko threatens blockade on Russian-backed militants". ft.com. Läst 16 mars 2017. (engelska)
11. ↑  Zinets, Natalia (2017-02-169: "Ukraine faces energy crisis after blockade cuts off coal supply". reuters.com. Läst 16 mars 2017. (engelska)
12. 1 2  Oleachyk, Roman (2016-06-05): "Donetsk faces a creeping Russification". ft.com. Läst 16 mars 2017. (engelska)

- Kohut, Zenon E.; Katchanovski Ivan., Nebesio Bohdan Y., Yurkevich Myroslav (2013) (på engelska). Historical dictionary of Ukraine [Elektronisk resurs]. Historical dictionaries of Europe (Second edition.). Libris 16266253